# Adelperga cordubensiella
Adelperga cordubensiella är en fjärilsart som beskrevs av Émile Louis Ragonot 1888. Adelperga cordubensiella ingår i släktet Adelperga och familjen mott. Inga underarter finns listade i Catalogue of Life.